# Tony växer upp
Tony växer upp är en roman av Agnes von Krusenstjerna som utkom 1922. Det var genom denna roman som von Krusenstjerna fick sitt riktiga genombrott. Romanen är den första av tre i den så kallade Tony-trilogin och den efterföljs av Tonys läroår (1924) och Tonys sista läroår (1926). 
I en recension var Anders Österling kritisk mot skildringen av det sexuella uppvaknandet men berömde berättarstilen och författarens öppenhjärtiga och osentimentala ton.

## Personer
- Tony Hastfehr
- Georg Hastfehr – Tonys far
- Lova – Tonys barnjungfru
- Eleonora – Släkt med Tonys far, sjuksköterska. Bor hos familjen Hastfern för att ta hand om Tonys sinnessjuka mor
- Amelie von Yhlen – Tonys moster
- John von Yhlen – gift med Amelie
- Fabian Ruthven – Tonys morbror
- Suzanne Ruthven – Fabians fru
- Eddi Ruthven – Tonys kusin
- Bo Ruthven – Tonys kusin
- Adam Ruthven – Tonys kusin
- Ebba Marmén – Tonys barndomsvän
- Sten – Tonys barndomsvän
- Maud Borck – Tonys skolkamrat och bästa vän
- Lena Jäderin – Klasskamrat till Tony
- Hildur – Klasskamrat till Tony
- Gurli – Klasskamrat till Tony
- Sigrid – Klasskamrat till Tony
- Elsa – Klasskamrat till Tony
- Anni Linden – Georg Hastfehrs älskarinna
- Christian Sooth – Syssling till Tonys mor
- Antonie Sooth – Christians fru
- Ingegerd Sooth – barn till Christian och Antonie
- Didrik Sooth – barn till Christian och Antonie
- Henriette Sooth – barn till Christian och Antonie
- Claes Rosencrantz – Släkting till Tony